# Neu Wulmstorf
Neu Wulmstorfⓘ (bajo alemán Vosshusen) (llamado hasta diciembre de 1964 Wulmstorf) es un municipio integrado en el distrito de Harburg, en la baja sajonia.

## Geografía

### Geografía
Neu Wulmstorf se extiende entre Hamburgo, en el oriente, el Altes Land en el norte, las montañas de Harburg en el sureste, Buchholz in der Nordheide y la Geest con Buxtehude en el oeste. En su área natura se divide el área de la comunidad de Neu Wulmstorf entre la Stader Geest, Brezal de Luneburgo y la Marismas del Elba. Con más precisión las zonas al norte del Grenzweg y Rübke en el Harbuger Elbmarschen, la parte oriental a partir del cruce de la calle Bahnhofstraße/B73, Bassental y Rade en los Altos Brezales y las regiones en el oeste a partir de Wulmstorf, Schwiederstorf y Ohlenbüttel en la Zeevener Geest.
Neu Wulmstorf se encuentra en la región Metropolitana de Hamburgo. La diferencia de altura se extiende principalmente en dirección norte-sur de -0,5 m a 111,9 m NN. El distrito de Neu Wulmstorf está conectado a la red telefónica de Hamburgo.

### Extensión del término municipal

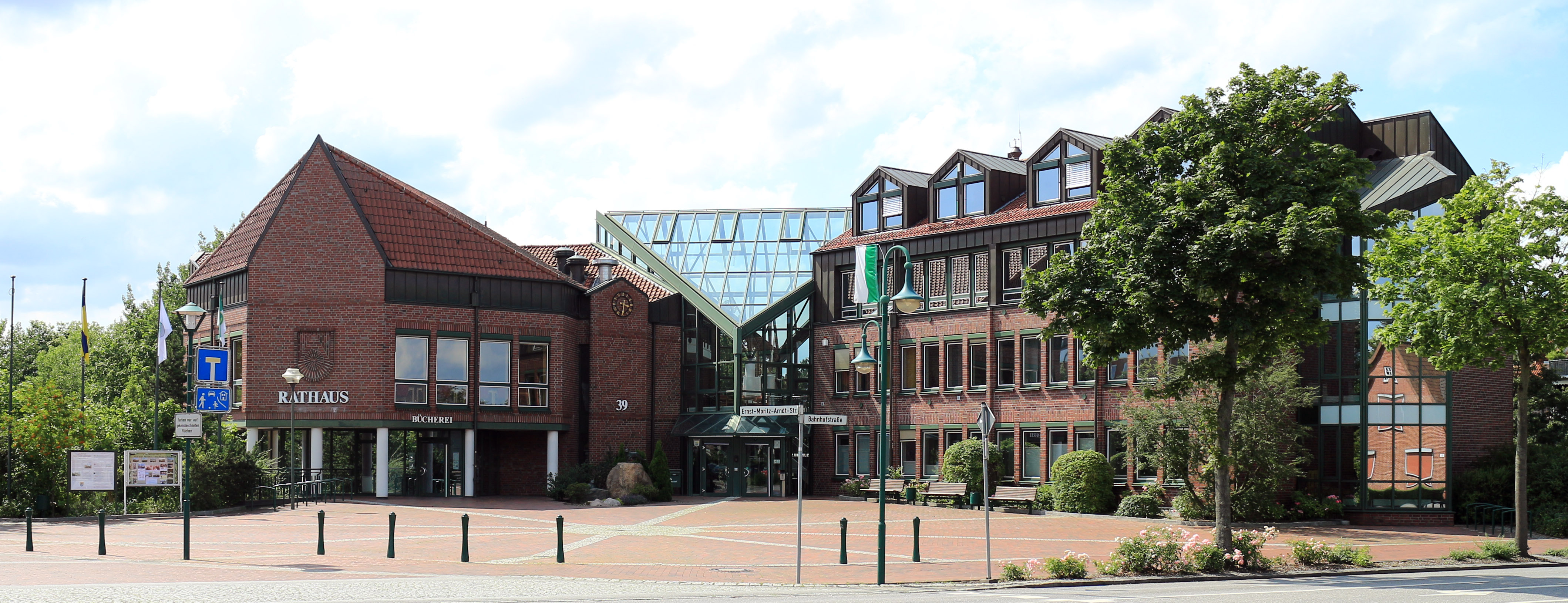
Ayuntamiento De Neu Wulmstorf

Las comunidades de la comunidad unificada Neu Wulmstorf son:
- Neu Wulmstorf que consiste en
  - Neu Wulmstorf
  - Wulmstorf
  - Daerstorf
- Bario Elstorf que consiste en
  - Elstorf
  - Ardestorf
  - Elstorf-Bachheide
- Bario Rade que consiste en
  - Rade
  - Mienenbüttel
  - Ohlenbüttel
- Bario Rübke
- Bario Schwiederstorf

### Comunitarias
Neu Wulmstorf mantiene un hermanamiento con el húngaro Nyergesújfalu.